# First Union 400
Das First Union 400 war ein Rennen im NASCAR Winston Cup, welches auf dem North Wilkesboro Speedway ausgetragen wurde. Es fand von 1951 bis 1996 jeweils Ende März oder Anfang April statt. Die Saison 1996 war die letzte, in der das Rennen ausgetragen wurde, nachdem die beiden Rennen vom North Wilkesboro Speedway abgezogen und anderen Strecken zugeteilt wurden. Nach dem Rennen im Herbst, dem Tyson Holly Farms 400, wurde die Rennstrecke geschlossen.

## Sieger

### First Union 400
- 1996: Terry Labonte
- 1995: Dale Earnhardt
- 1994: Terry Labonte
- 1993: Rusty Wallace
- 1992: Davey Allison
- 1991: Darrell Waltrip
- 1990: Brett Bodine
- 1989: Dale Earnhardt
- 1988: Terry Labonte
- 1987: Dale Earnhardt
- 1986: Dale Earnhardt

### Northwestern Bank 400
- 1985: Neil Bonnett
- 1984: Tim Richmond
- 1983: Darrell Waltrip
- 1982: Darrell Waltrip
- 1981: Richard Petty
- 1980: Richard Petty
- 1979: Bobby Allison

### Gwyn Staley 400
- 1978: Darrell Waltrip
- 1977: Cale Yarborough
- 1976: Cale Yarborough
- 1975: Richard Petty
- 1974: Richard Petty
- 1973: Richard Petty
- 1972: Richard Petty
- 1971: Richard Petty
- 1970: Richard Petty
- 1969: Bobby Allison
- 1968: David Pearson
- 1967: Darel Dieringer
- 1966: Jim Paschal
- 1965: Junior Johnson
- 1964: Fred Lorenzen
- 1963: Richard Petty
- 1962: Richard Petty
- 1961: Rex White

### Gwyn Staley 160
- 1960: Lee Petty
- 1959: Lee Petty

### Wilkes County 160
- 1958: Junior Johnson
- 1957: Fireball Roberts
- 1956: Tim Flock
- 1955: Buck Baker
- 1954: Dick Rathmann

### Wilkes County 200
- 1953: Herb Thomas
- 1952: Herb Thomas

### Wilkes County 150
- 1951: Fonty Flock